# يرسينية كريستنسنية
يرسينية كريستنسنية (الاسم العلمي: Yersinia kristensenii) هي نوع من البكتيريا تتبع جنس اليرسينية من فصيلة الأمعائيات.

## وصلات خارجية
- LSPN Bacterio.net
- Type strain of Yersinia kristensenii at BacDive - the Bacterial Diversity Metadatabase